# 이강하
이강하(李康夏)는 일제강점기 조선의 아나키스트, 독립운동가이다. 흑로회의 설립에 개입하였다. 서울 천도교 강당 강연회의 무정부주의 선전으로 일제 경찰의 습격을 받았고 대전감옥에서 옥사한다.